# Max Klinger
Max Klinger (Lipsia, 18 febbraio 1857 – Großjena, 4 luglio 1920) è stato un incisore e scultore tedesco.

## Biografia
Nato a Lipsia da una famiglia benestante si rivela artista eclettico, portato per il disegno e la pittura, frequenta la Grossherzogliche Badische Kunstschule di Karlsruhe.
La costante tendenza a sottrarsi all'insegnamento accademico lo porta nel 1875 a Berlino, al seguito del suo maestro Karl Gussow, dove studia fra l'altro le teorie di Darwin e la letteratura francese. Conclude gli studi all'Accademia di Berlino nel 1877 e sviluppa contemporaneamente il suo interesse per i disegni a penna ed inchiostro di china ottenendo nell'anno successivo un importante successo alla 52ª mostra della locale Reale Accademia.
Il ciclo di disegni Parafrasi sul ritrovamento di un guanto lo porterà ad essere apprezzato in Danimarca e Norvegia. Inizia in questo periodo lo studio delle tecniche grafiche e comincia ad incidere all'acquaforte i suoi disegni.
Dopo un soggiorno a Bruxelles si trasferisce nel 1880 a Monaco di Baviera.
Le serie Schizzi all'acquaforte e Eva e il futuro, per interessamento di
Christian Krohg verranno esposti a Cristiania (Oslo dal 1925) influenzando la bohème norvegese cui apparteneva il giovane Edvard Munch.
Tornato a Berlino dal 1881, dopo alcuni soggiorni a Parigi dove studierà in particolare la produzione di Gustave Doré, Francisco Goya e Pierre Puvis de Chavannes, a partire dal 1884 inizierà ad interessarsi anche alla scultura a colori ed a produrre (1885) i primi bozzetti per la statua di Beethoven.
Nel 1886 è in Italia, interessato del marmo di Carrara.
Nel 1887 conosce Arnold Böcklin e Julius Vogel, direttore del Museum der bildenden Künste di Lipsia.
Dal 1888 è a Roma ed intraprende diversi viaggi di studio che lo portano fino in Sicilia.
Nel 1891 pubblica lo studio Pittura e disegno.
Dal febbraio del 1892 farà parte del gruppo Elf, che, riorganizzato da Max Lieberman, dopo la forzata chiusura della mostra retrospettiva di Munch, darà origine alla Secessione berlinese.
Nel 1894 sarà in Grecia, alla ricerca di marmi policromi, e verrà a conoscenza delle tracce di colore da poco scoperte nelle antiche sculture greche dell'acropoli di Atene.
Dal 1897 è membro della Secessione viennese. Conosce la scrittrice viennese Elsa Asenijeff che diventerà sua modella e compagna.
Dal 1900 soggiorna a Parigi dove lavora per il trono in bronzo della statua di Beethoven che, completata, sarà esposta alla 14ª mostra della Wiener Sezession (1902).
Nel 1905 acquistò villa Romana a Firenze, istituendovi un premio, tuttora esistente, per giovani artisti tedeschi. Nel 1907 è in Spagna.
Lovis Corinth, ormai famoso viene insignito di molte onorificenze fra cui le lauree ad honorem in medicina e filosofia, dedicò la sua conferenza La pittura tedesca "...al più tedesco degli artisti, Max Klinger" (1914).
Nel 1915 pubblica a Lipsia l'ultimo dei suoi cicli di acqueforti intitolato, La tenda.
Nel 1919, ormai gravemente malato sposa Gertrud Bock, nuova modella dal 1910, che nomina sua erede universale.
Muore il 4 luglio 1920 a Großjena, presso Naumburg, nella sua piccola casa con vigneto acquistata nel 1903.

## Principali opere

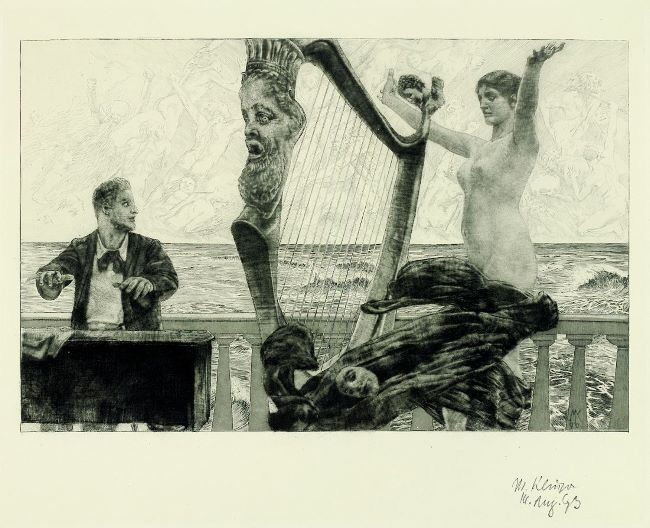
Fantasia di Brahms

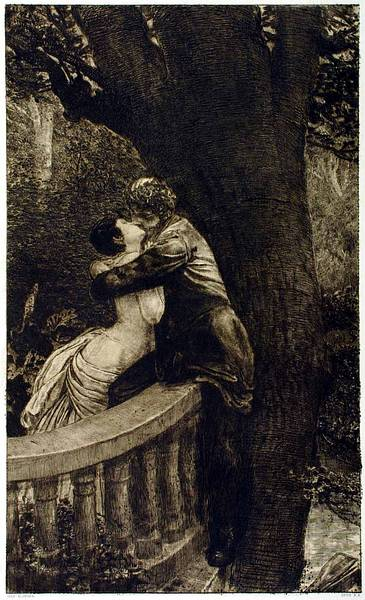
Kuss - Il bacio (1903)

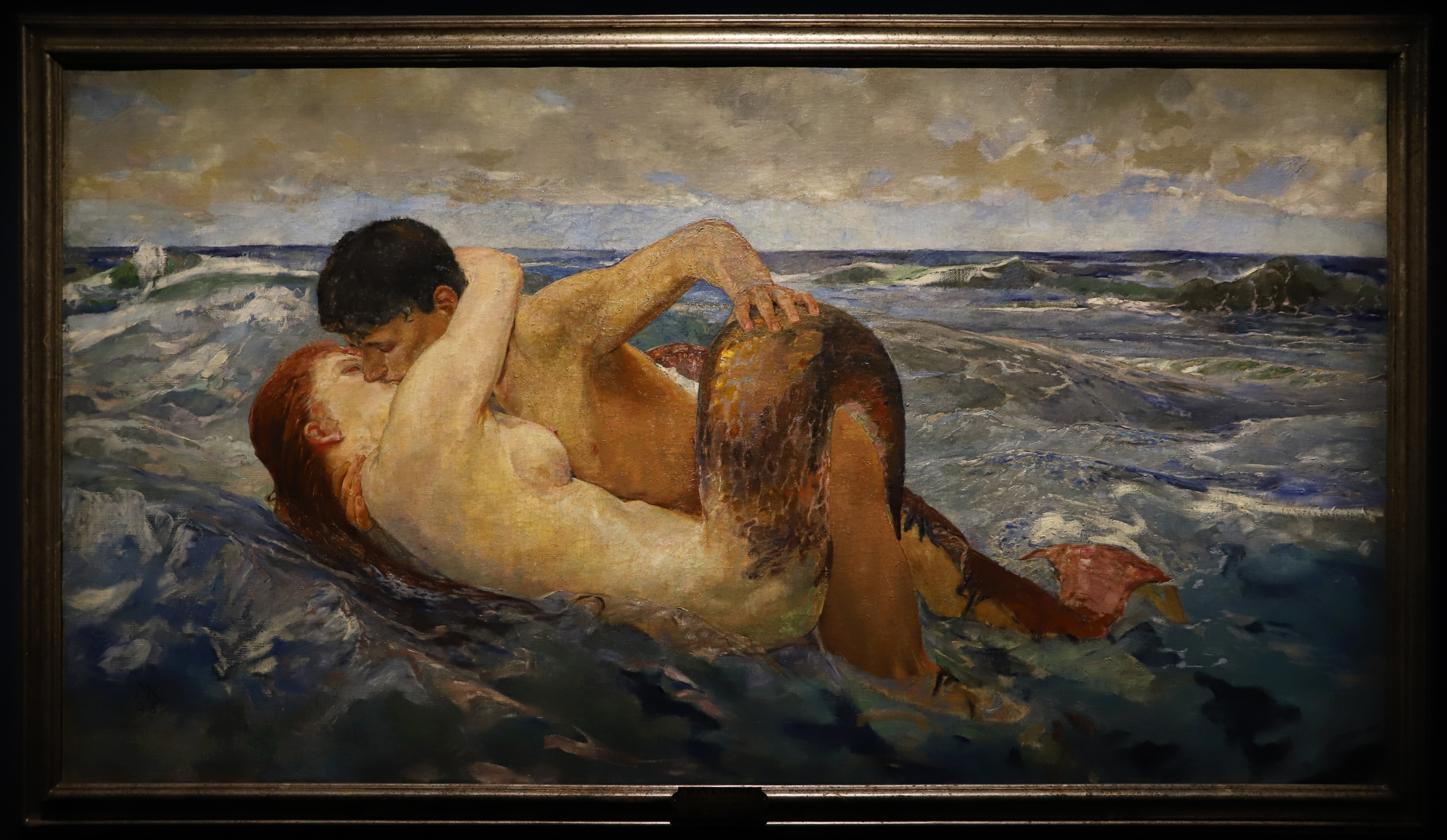
Tritone e Nereide (1895)

- 1878: Gente a passeggio (dipinto, Berlino, Nationalgalerie); Consigli per un concorso sul tema 'Cristo' (disegni, Berlino, Kupferstichkabinet); Parafrasi sul ritrovamento di un guanto (disegni a penna, Amburgo, Collezione privata).
- 1879: La morte di Cesare (dipinto, Lipsia, Museum der bildenden Künste); Schizzi all'acquaforte e Salvataggi di vittime ovidiane (incisioni).
- 1880: Eva e il futuro e Amore e Psiche (ciclo di incisioni).
  - Venere mostra Psiche ad Amore (op.V)
- 1881-1882: Intermezzi (ciclo di incisioni).
- 1883-1884: arredamento e decorazione della villa Albers (Berlino-Steglitz); Drammi e Una vita (cicli di incisioni); Giovane (Adamo) (scultura, Berlino, Nationalgalerie).
- 1885: Tritone e Nereide, anche noto come Il bacio della Sirena,[1] (dipinti, Firenze, Galleria d’Arte Moderna)
- 1885-1886: bozzetti per la statua di Beethoven.
- 1887: Il giudizio di Paride (dipinto, Vienna, Osterreichiische Galerie).
- 1888-1889: L'ora blu e La crocefissione di Cristo (dipinti, Lipsia, Museum der bildenden Künste); Pietà (già nella Gemäldegalerie di Dresda, perduto nell'ultima guerra); Della morte. Parte prima (ciclo di incisioni).
- 1891: Malerei und Zeichnung (Pittura e disegno) (saggio di teoria artistica). "Die Kreuzigung Christi" «La crocifissione di Cristo» (dipinto della scena del Golgota, grande scandalo a Dresda nel 1983).
- 1893: La nuova Salomè (scultura in marmi policromi e ambra, Lipsia, Museum der bildenden Künste).
- 1894: Brahmsphantasie (ciclo di incisioni).
- 1895: Cassandra (scultura in marmi diversi e bronzo, Lipsia, Museum der bildenden Künste); Progetto e costruzione della casa-studio di Lipsia, Karl-HeineStrasse 6 (parzialmente distrutta nell'ultimaguerra e in seguito demolita).
- 1895: Tritone e Nereide Firenze, Galleria d’Arte Moderna di Palazzo Pitti, da Villa Romana.
- 1896: Ellade (dipinto murale nell'aula magna dell'Università di Lipsia distrutto nell'ultima guerra); decorazione pittorica dello scalone del Museum der bildenden Künste in Augustusplatz a Lipsia (distrutto nel 1943).
- 1897-1898: Cristo nell'Olimpo (dipinto iniziato a Roma nel 1889, Vienna, Osterreichiische Galerie); Bagnante (scultura, Lipsia, Museum der bildenden Künste); Anfitrite (scultura, Berlino, Nationalgalerie); Della morte. Seconda parte (ciclo di incisioni).
- 1900-1902: Beethoven (scultura in marmo e bronzo, Lipsia, Museum der bildenden Künste, lato meridionale progettato da Klinger stesso).
- 1903: Kuss (acquaforte).
- 1904: Busto di Richard Wagner.
- 1911: Base del monumento a Richard Wagner a Lipsia progettata.
- 1915: La tenda (ciclo di acqueforti).
- 1918: Lavoro, benessere, bellezza (dipinto murale, Municipio di Chemnitz).

## Curiosità
- Francesco De Gregori, nello scrivere la canzone Un guanto, inserita nell'album Prendere e lasciare, si è liberamente ispirato ad una serie di incisioni di Max Klinger, chiamata appunto Ein Handschuh (un guanto).
- Leonardo Sciascia nel suo romanzo Una storia semplice fa un esplicito riferimento alla suddetta serie di stampe e al loro autore Max Klinger.
- Gorizia è la più bella porta aperta sull'Italia (citazione).
- (Karl Kutschera realizza il suo busto in bronzo nel 1927)